# James Vicary
James McDonald Vicary (Nueva Jersey, 30 de abril de 1915 - 7 de noviembre de 1977) fue un famoso publicitario estadounidense conocido por sus novedosos y polémicos métodos a la hora de dar por verdadera la publicidad subliminal.
Este tipo de publicidad se relaciona con la percepción subliminal o percepción inconsciente, en la que el individuo se pregunta si es consciente de todo aquello que ve y oye, así como la influencia en la mente del ser humano de mensajes ocultos de los que cree no darse cuenta.
En la década de 1950, el hipnotismo y las técnicas de control mental se pusieron de nuevo de moda. James Vicary decidió probar la eficacia de la percepción subliminal con unos métodos diferentes, gracias a la televisión. Este experimento consistía en la proyección de mensajes ocultos de forma intermitente en los fotogramas de la transmisión, de forma que en algunos de los fotogramas de la proyección se podían leer los mensajes siguientes: “beba Coca-Cola” y “coma palomitas”. Más tarde, el propio Vicary publicó los resultados, y mostró cómo el consumo de Coca-cola y palomitas se había incrementado de forma notable: las ventas del refresco subieron un 18 %, y las de las palomitas un 58 %.
Después de publicar estos resultados, la comisión Federal de Comunicaciones de Estados Unidos advirtió de retirar la licencia de radiodifusión a quienes utilizaran tal método, y la Asociación Nacional de Radiodifusores prohibió la emisión de cualquier archivo con contenidos de tal índole.
Casi una década después, la Fundación para la Investigación en Publicidad reclamó a Vicary para que les informase sobre los procedimientos llevados a cabo en el experimento con todo detalle. Pese a su insistencia, Vicary nunca los llegó a relatar. Otras organizaciones y medios audiovisuales intentaron repetir, sin éxito alguno, el experimento llevado a cabo años anteriores. Finalmente, Vicary anunció en 1962 la falsedad del experimento, ya que éste nunca se había realizado, en la revista Advertising Age:
"Todo lo que logré, creo, fue poner una palabra nueva en uso común. Y para un hombre como yo que se dedica a escoger nombres correctos para productos y compañías, se me debería examinar la cabeza por haber escogido un nombre como subliminal. Trato de no pensar en eso, todo fue un truco. Para aquellos que piensan que fue terrible... bueno; yo tuve la misma reacción cuando lo pensé por primera vez."
Pese a todo, aún se sigue empleando como ejemplo para la publicidad subliminal de forma errónea, y como consecuencia dio la idea a otros para comenzar a experimentar en el campo audiovisual con la manipulación del espectador y nuevos métodos para tal objetivo.

## Publicaciones
- "How Psychiatric Methods Can be Applied to Market Research", Printer's Ink, 1950
- "Seasonal Psychology", Journal of Marketing, April 1956
- "The Circular Test of Bias in Personal Interview Surveys." Public Opinion Quarterly 19, Nº 2, verano 1955.